# NGC 4389
NGC 4389 est une petite galaxie spirale barrée relativement rapprochée et située dans la constellation des Chiens de chasse. NGC 4389 a été découvert par l'astronome germano-britannique William Herschel en 1788.

## Caractéristiques
La classe de luminosité de NGC 4389 est II-III et elle présente une large raie HI. Elle renferme également des régions d'hydrogène ionisé.

### Distance
Sa vitesse par rapport au fond diffus cosmologique est de 930 ± 15 km/s, ce qui correspond à une distance de Hubble de 13,71 ± 0,98 Mpc (∼44,7 millions d'al).
À ce jour, 16 mesures non basées sur le décalage vers le rouge (redshift) donnent une distance de 11,486 ± 2,651 Mpc (∼37,5 millions d'al), ce qui est à l'intérieur des valeurs de la distance de Hubble. Cependant, cette galaxie est relativement rapprochée du Groupe local et les mesures indépendantes sont souvent assez différentes des distances de Hubble pour les galaxies rapprochées en raison de leur mouvement propre dans le groupe où l'amas où elles sont situées. Notons que c'est avec la valeur moyenne des mesures indépendantes, lorsqu'elles existent, que la base de données NASA/IPAC calcule le diamètre d'une galaxie.

## Groupe de NGC 4051 et de M101
Selon A.M. Garcia, la galaxie NGC 4389 fait partie d'un groupe de galaxies qui compte au moins 19 membres, le groupe de NGC 4051. Les autres membres du groupe sont NGC 3906, NGC 3938, NGC 4051, NGC 4096, NGC 4111, NGC 4117, NGC 4138, NGC 4143, NGC 4183, NGC 4218, NGC 4288, NGC 4346, IC 750, UGC 6805, UGC 6818, UGC 6930, UGC 7089 et UGC 7129.
D'autre part, dans un article publié en 1998, Abraham Mahtessian indique que NGC 4389 fait partie d'un groupe plus vaste qui compte plus de 80 galaxies, le groupe de M101. Plusieurs galaxies de la liste de Mahtessian se retrouvent également dans d'autres groupes décrits par A.M. Garcia, soit le groupe de NGC 3631, le groupe de NGC 3898, le groupe de M109 (NGC 3992), le groupe de NGC 4051, le groupe de M106 (NGC 4258) et le groupe de NGC 5457.
Plusieurs galaxies des six groupes de Garcia ne figurent pas dans la liste du groupe de M101 de Mahtessian. Il y a plus de 120 galaxies différentes dans les listes des deux auteurs. Puisque la frontière entre un amas galactique et un groupe de galaxie n'est pas clairement définie (on parle de 100 galaxies et moins pour un groupe), on pourrait qualifier le groupe de M101 d'amas galactique contenant plusieurs groupes de galaxies.

## Amas de la Grande Ourse et superamas de la Vierge
Les groupes de M101 et de NGC 4051 font partie de l'amas de la Grande Ourse, l'un des amas galactiques du superamas de la Vierge.